# ویشان (استان صوفیه)
ویشان (به بلغاری: Vishan) یک منطقهٔ مسکونی در بلغارستان است که در استان صوفیه واقع شده‌است.